# Mesaoria
Mesaoria är en slätt i Cypern.   Den ligger i distriktet Eparchía Ammochóstou, i den östra delen av landet, 20 km öster om huvudstaden Nicosia. Mesaoria ligger på ön Cypern.